# Hadrosauroidea
Hadrosauroidi byli značně rozsáhlou skupinou býložravých ptakopánvých dinosaurů, žijících v období křídy.

## Popis a význam

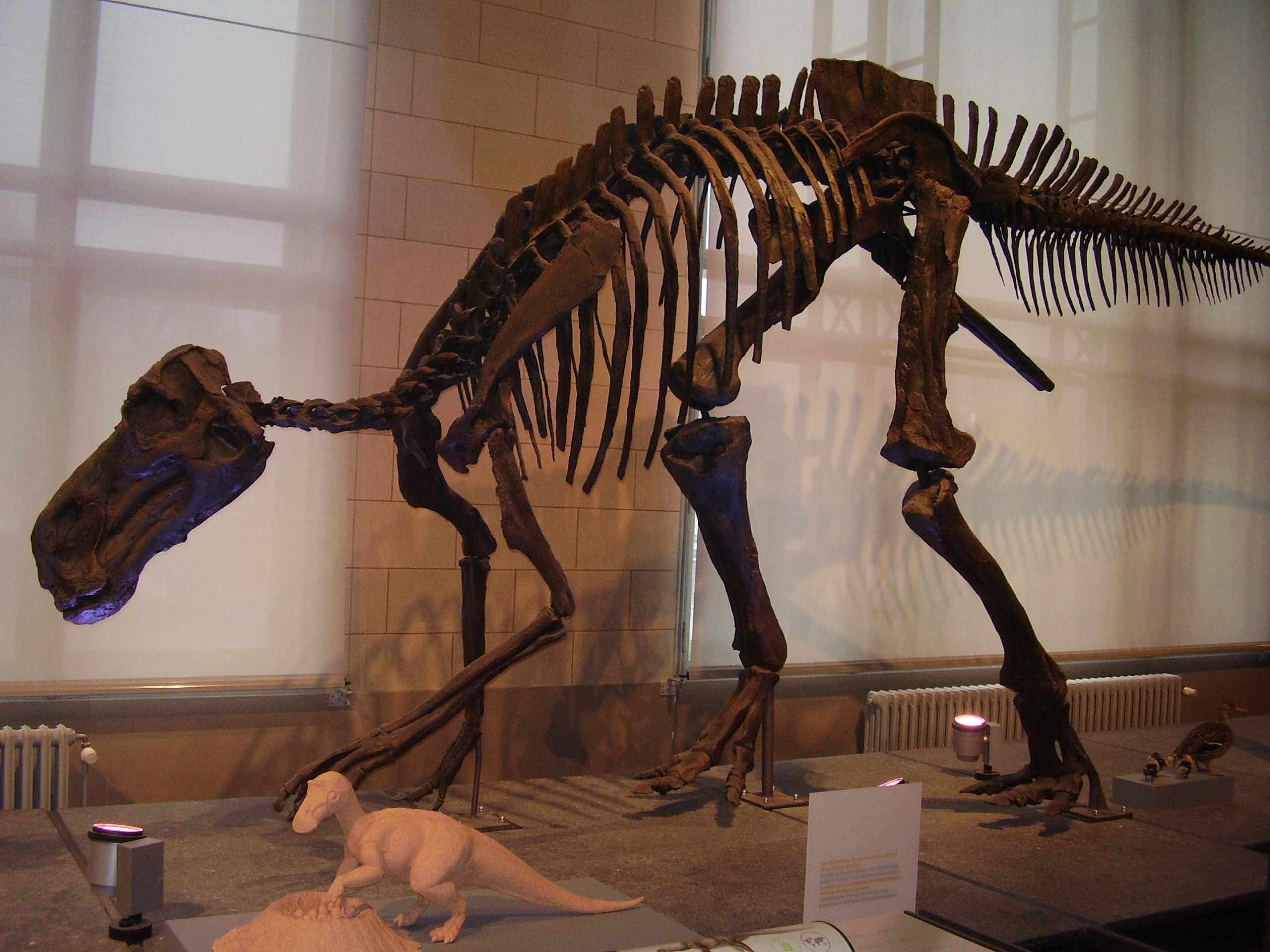
Kostra dospělce druhu Maiasaura peeblesorum, severoamerického kachnozobého dinosaura.

Nejvýznamnějšími zástupci skupiny jsou "praví" hadrosauridi (kachnozobí dinosauři, jako byl například severoamerický rod Parasaurolophus), patří sem však také jejich vývojově primitivnější příbuzní, jako byl například severoafrický Ouranosaurus. Ti byli dříve řazeni mezi "iguanodontidy", dnes jsou však po kladistických analýzách klasifikováni obvykle jinak. Celá taxonomie této skupiny je podstatně komplexnější a složitější. Hadrosauroidi představovali jedny z nejúspěšnějších druhohorních býložravců. Největšími zástupci byli obří kachnozobí dinosauři, jako byl Shantungosaurus giganteus z Číny (ten dosahoval délky přes 16 metrů a hmotnosti kolem 15 tun). Poslední zástupci hadrosauromorfů žili například na území východu dnešní Severní Ameriky ještě těsně před hromadným vymíráním na konci křídy (před 66 miliony let).

## Potravní návyky
Paleontologové na počátku 20. století předpokládali, že hadrosauridi se dokázali živit pouze měkkou rostlinnou potravou. Teprve později byla pochopena funkce jejich velmi efektivního zařízení na mechanické zpracování tuhé rostlinné potravy v podobě zubních baterií. V roce 2017 byla publikována vědecká studie, podle které hadrosauridi na území dnešního Utahu v době před 75 miliony let pojídali s rozkládající se dřevní hmotou i velké suchozemské korýše, přičemž jejich pozření jim snad mohlo doplňovat vápník a další potřebné látky. Objev fosilních fytolitů v čelisti čínského hadrosauroida z období spodní křídy ukázal, že dinosauři se v této době již mohli živit i travinami z čeledi lipnicovitých (Poaceae). Stáří této fosilie je asi 113 až 100 milionů let (geologický stupeň alb).

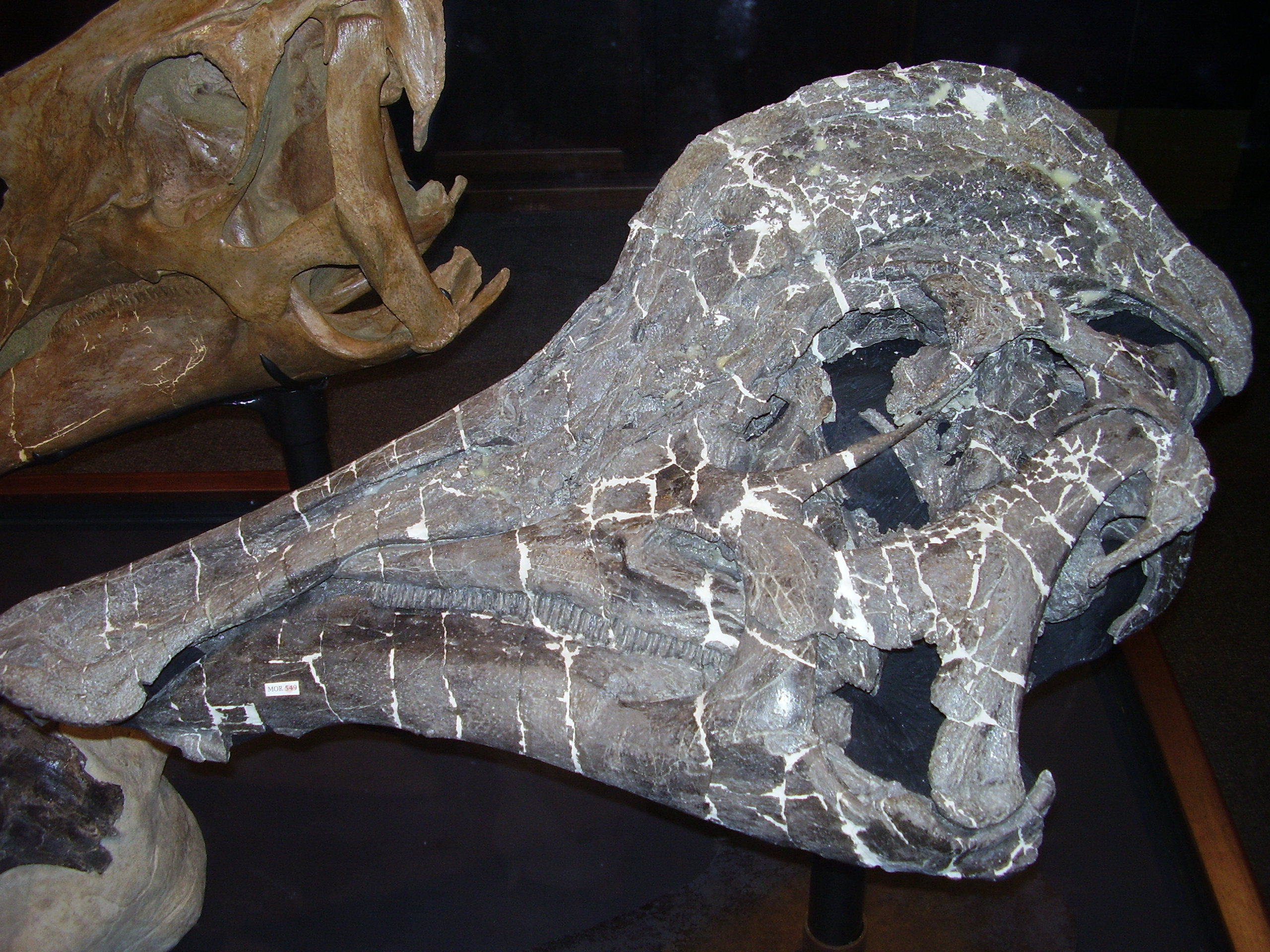
Lebka hadrosaurida hypakrosaura, zástupce pravých hadrosauridů. Expozice Museum of the Rockies (Bozeman, Montana).

## Klasifikace

### Taxonomie
- Nadčeleď Hadrosauroidea
  -  ?Nanyangosaurus
  -  ?Jinzhousaurus
  -  ?Equijubus
  -  ?Shuangmiaosaurus
  - Choyrodon
  - Koshisaurus
  - Ouranosaurus
  - Fukuisaurus
  - Gilmoreosaurus
  - Glishades
  - Gobihadros
  - Gongpoquansaurus
  - Penelopognathus
  - Plesiohadros
  - Portellsaurus
  - Qianjiangsaurus[10]
  - Altirhinus
  - Eolambia
  - Protohadros
  - Probactrosaurus
  -  ?Riabininohadros[11]
  - Cedrorestes
  - Čeleď Hadrosauridae